# Vročica Lassa
Vročica Lassa ali hemoragična mrzlica Lassa je vrsta hemoragične mrzlice, ki jo povzroča virus Lassa iz družine arenavirusov in se pojavlja v zahodni Afriki (v deželah ob Gvinejskem zalivu). Gre za zoonozo, rezervoar pa so miši. Pri mnogih okuženih osebah poteka subklinično (ne povzroča simptomov), lahko pa se med drugim izrazi z visoko vročino, glavoboli, bolečinami v mišicah, izgubo sluha, redkeje tudi krvavitvami v številnih organih in šokom. Tveganje za smrtni izid bolezni je okoli 1-odstotno; smrt običajno nastopi v prvih dveh tednih od nastopa simptomov. Med preživelimi bolniki jih ima okoli ena četrtina izgubo sluha, ki pa se pri okoli polovici bolnikov popravi v obdobju treh mesecev.
Ljudje se običajno okužijo ob stiku s sečem ali iztrebki okuženih miši. Bolezen se lahko širi tudi s človeka na človeka. Postavitev diagnoze le na osnovi simptomov je težavna. Za potrditev diagnoze se opravi laboratorijsko testiranje, s katerim potrdijo prisotnost virusne RNK, protiteles proti virusu ali samega virusa v celični kulturi.
Bolezni s podobno simptomatiko so ebola, malarija, trebušni tifus in rumena mrzlica.
Cepivo ne obstaja. Preprečevanje okužb zajema ukrepe za preprečitev stikov z bolniki, tako da je treba okužene osamiti, ter ukrepe za zmanjšanje stikov z okuženimi mišmi in njihovimi izločki. Zdravljenje je podporno, zlasti usmerjeno v nadomeščanje tekočin za preprečitev izsušitve in lajšanje simptomov. Uporablja se tudi protivirusno zdravilo ribavirin, ki se daje parenteralno, vendar pa so dokazi o njegovi učinkovitosti šibki.
Bolezen so prvič opisali v 50-ih letih prejšnjega stoletja. Virus so prvič osamili leta 1969, in sicer pri bolniku iz vasi Lassa v Nigeriji. Vročica Lassa je sorazmerno pogosta okužba v zahodni Afriki, vključno z Nigerijo, Liberijo, Sierro Leone, Gvinejo in Gano. Letno se okuži 300.000 do 500.000 ljudi, umre pa jih okoli 5.000.

## Simptomi in bolezenski znaki
Pri večini okuženih (okoli 80 %) poteka subklinično, kar pomeni, da se  simptomi ne razvijejo ali so šibki. V primeru simptomatske bolezni se znaki in simptomi pojavijo 7 do 21 dni po izpostavljenosti okužbi. Pri večini simptomatskih bolnikov so simptomi blagi in lahko zajemajo vročino, utrujenost, splošno oslabelost in glavobol. Pojavijo se lahko tudi vneto grlo, bolečine v mišicah, slabost, driska, kašelj in bolečine v trebuhu. Pri 20 % bolnikov se pojavijo hujši simptomi, kot so krvavitve iz dlesni ter zunanje krvavitve in notranje krvavitve v različnih organih, bolečina v prsih in težave z dihanjem, bruhanje in cirkulatorni šok (nevarno znižanje krvnega tlaka). Pri nekaterih bolnikih pride do otekanja obraza, epileptičnih napadov ter večorganske odpovedi. Dolgotrajnejši zaplet je lahko izguba sluha. Pri okuženih nosečnostih obstaja 95-odstotno tveganje za spontani splav.
Klinično je vročico Lassa težko razločiti od drugih virusnih hemoragičnih mrzlic, kot je ebola. Kombinacija faringitisa, bolečine za prsnico, proteinurije (prisotnosti prekomerne količine beljakovin v seču) in vročine kaže z večjo specifičnostjo na vročico Lassa.
V primeru smrtnega izhoda le-ta običajno nastopi v prvih 14 dneh od pojava simptomov. Smrt nastopi pri približno 1 % bolnikov z vročico Lassa. Pri bolnikih, pri katerih je potrebna hospitalizacija, je smrtnost okoli 15–20-odstotna. Tveganje za smrtni izid je večje pri nosečnicah. Pri novorojenčnih, dojenčkih in majhnih otrocih se lahko pojavijo edemi, abdominalna distenzija in krvavitve; simptomatiko opisujejo tudi kot »sindrom oteklega dojenčka«. 

## Virologija
Bolezen povzroča virus Lassa, ki spada v družino arenavirusov – gre za viruse z enoverižno bisegmentirano RNK in z ovojnico. Bolj specifično spadajo med arenaviruse starega sveta. Poznanih je sedem linij: I, II in III iz Nigerije; IV iz Sierre Leone, Gvineje in Liberije; V iz Slonokoščene obale in Malija; VI iz Toga in VII iz Benina.

### Prenašanje
Virus Lassa se najpogosteje prenese na človeka iz drugih živali, in sicer glodavcev vrste mnogosesna miš (Mastomys natalensis). Gre verjetno za najbolj pogosto vrsto miši v ekvatorialnem delu Afrike, ki se pogosto nahaja tudi v bivališčih, v nekaterih delih Afrike pa jo tudi uživajo kot specialiteto. Mnogosesne miši se hitro razmnožujejo in imajo številen zarod ter pogosto naseljujejo človeška naselja, s čimer se povečuje tveganje za stik s človekom. Nahaja se v zahodnih, osrednjih in vzhodnih predelih afriške celine. Okužena miš, ki prenaša bolezen, izloča virus s sečem in iztrebki celotno svoje preostalo življenje, kar pomeni znatno tveganje za izpostavljenost ljudi virusu.
Večje tveganje za okužbo imajo prebivalci ruralnih predelov, kjer se nahajajo tudi okužene miši. Do okužbe pride z neposredno ali posredno izpostavljenostjo okuženim mišjim izločkom preko vdihavanja ali z zaužitjem. Poglavitni način okužbe je verjetno vdihavanje drobnih delcev (aerosolov) okuženega materiala. Okužba je možna tudi preko stika okuženega materiala s poškodovano kožo ali sluznico. Možen je tudi prenos okužbe z okužene osebe, kar predstavlja tveganje za okužbo tudi za zdravstvene delvace, ki skrbijo za bolnike z vročico Lassa. Virus se nahaja v bolnikovem seču tri do devet tednov od prvotne okužbe, s semensko tekočino pa lahko bolnik prenese okužbo na drugega človeka tudi tri mesece po tem, ko se je okužil.

## Diagnoza
Za diagnosticiranje vročice Lassa ter določanje poteka bolezni se uporablja več laboratorijskih preiskav. Če laboratorijski testi niso na voljo, je lahko diagnosticiranje bolezni oteženo. V afriških državah, kjer se pojavlja vročica Lassa, se pojavljajo tudi druge vročinske bolezni, kot sta malarija in trebušni tifus, ki lahko povzročajo podobne simptome. Kadar je vodilni simptom bolečina v trebuhu, pogosto pride do napačne diagnoze apendicitisa ali črevesne invaginacije, kar vodi v zapoznelo zdravljenje vročice Lassa z ribavirinom.
Za potrditev diagnoze se opravi laboratorijska preiskava krvi, s katero potrdijo prisotnost virusne RNK, protiteles proti virusu ali samega virusa v celični kulturi.

## Zdravljenje
Zdravljenje je predvsem podporno in simptomatsko. Pri hujšem poteku bolezni
je za povečanje ugodnega izida bolezni pomembno zgodnje intenzivno podporno zdravljenje, ki vključuje tudi nadomeščanje tekočin za preprečevanje izsušitve (dehidracije). Uporablja se tudi protivirusno zdravilo ribavirin, ki naj bi imelo najboljšo učinkovitost, če ga bolnik dobi v prvih šestih dneh bolezni,  vendar pa gre za nenamensko uporabo zdravila (zdravilo nima uradne odobritve za to indikacijo). Učinkovitost ni povsem dokazana.

### Zdravila
Protivirusno zdravilo ribavirin je vključeno v priporočila za zdravljenje mrzlice Lassa, vendar so dokazi o njegovi učinkovitosti šibki. Nekateri podatki celo kažejo, da lahko v določenih primerih poslabša izide bolezni.
Kot podporno zdravljenje so lahko potrebni nadomeščanje tekočin, transfuzije krvi in zdravila za zdravljenje prenizkega krvnega tlaka. Uporablja se tudi intravensko zdravljenje z interferonom.

### Nosečnost
Če pride do okužbe pri nosečnici v poznem zadnjem trimesečju nosečnosti, je potrebna sprožitev poroda, saj se s tem izboljša prognoza oziroma verjetnost preživetja za mater. Virus namreč izraža afiniteto za posteljico in druga dobro prekrvljena tkiva. Ne glede na ukrepe je verjetnost za preživetje nerojenega otroka le ena proti deset, zatorej je zdravljenje vedno usmerjeno v reševanje materinega življenja.